# Business Class (televisieprogramma)
Business Class is een gesponsord, commercieel Nederlands televisieprogramma op RTL 7 van makelaar Harry Mens dat voornamelijk over de sponsors gaat, met de nadruk op onroerend goed.

## Werkwijze
Het programma heeft een sterk liberale signatuur en Mens was een grote sponsor van Pim Fortuyn. Er worden ook politieke en economische actualiteiten besproken, met daarnaast aandacht voor de medische sector, kookkunst en wijnen. Het programma bestaat sinds 1998 en wordt opgenomen in Hotels van Oranje te Noordwijk. RTL 7 zendt Business Class 's zondags vanaf 10.30 uur uit en herhaalt het 's nachts.
Voor een bepaald bedrag kan een ondernemer zich een plaats verschaffen in het programma of een reclameblok. Niet alle deelnemers hoeven te betalen. Het starttarief bedraagt meestal € 15.000, bij aanschaf van meerdere uitzendingen geldt een korting. Met de koper van het interview wordt afgestemd welke vragen worden gesteld. Zo wordt naar de kijker de indruk gewekt dat er sprake is van een onafhankelijk interview, terwijl de koper lastige vragen kan vermijden.

### Ontmaskering
Deze werkwijze werd openbaar gemaakt in het programma VARA's Rambam. Onder de naam van ondernemer Oscar van der Laan kocht TV Lab (pilot-uitzending van Rambam) voor 14.500 euro via tv-productiebedrijf CCCP een item in het praatprogramma. Deze 'ondernemer' presenteerde in de uitzending zijn bedrijf Caxza, gespecialiseerd in het maken van kleding uit koeienmest. De vermeende oplichters van Palm Invest en Easy Life gebruikten deze methode om klanten te werven, evenals de advocaat die tegen dit soort fondsen strijdt, Dion Bartels.

## Gasten
Overwegend zakenlieden en enkele politici ventileren hier vaak hun zienswijze. Zo spreekt Harry Mens in het programma met bankiers en beurshandelaren over de beurs en de financiële markten. Veelgeziene gasten zijn onder andere: Thomas Lepeltak (die onder het pseudoniem Stan Huygens jarenlang een society-rubriek in de Telegraaf had), directrice vermogensbeheer Martine Hafkamp, beurskenner Han Vermeulen, paragnost Liesbeth van Dijk en beleggingsexpert Geert Schaaij. Ook de intussen overleden beleggingsadviseur Rienk Kamer kwam geregeld langs. Wietze Snaak van een wijnkoperij laat Harry vaak wijn proeven.
Enkele politici die te gast waren bij Harry Mens: Pim Fortuyn (oprichter LPF, die door Mens gesponsord werd), Pieter Omtzigt (CDA), Alexander Pechtold (D66), Hans Wiegel (VVD), Mark Rutte (VVD), Rita Verdonk (oprichter Trots op Nederland), Jan Marijnissen (SP), Geert Wilders (oprichter PVV), Femke Halsema (GroenLinks), Wouter Bos (PvdA), Thierry Baudet (FvD) en Theo Hiddema (FvD).
De dochter van Harry Mens, Suze Mens, presenteert meerdere items in het programma, hoofdzakelijk interviews en buitenopnamen.